# Kampung Sawah (Rumpin)
Kampung Sawah is een bestuurslaag in het regentschap Bogor van de provincie West-Java, Indonesië. Kampung Sawah telt 10.012 inwoners (volkstelling 2010).